# Grande, piccolo Magoo
Grande, piccolo Magoo (What's New, Mr. Magoo?) è una serie televisiva animata statunitense con protagonista Mr. Magoo. È stata trasmessa in America su CBS dal 10 settembre al 24 dicembre 1977.
In Italia è andata in onda su Italia 1 negli anni '90 con la sigla Grande, piccolo Magoo composta da Enzo Draghi, scritta da Alessandra Valeri Manera e cantata da Cristina D'Avena.

## Personaggi
- Mr. Magoo: doppiato da Jim Backus (ed. originale) e Michele Kalamera (ed. italiana)
- McBarker: doppiato da Frank Welker (ed. originale) e Riccardo Garrone (ed. italiana)

## Episodi
Ogni episodio contiene due segmenti di media durata.
| Nº | Titolo originale           | Titolo italiano         | Prima TV USA      | Prima TV Italia |
| -- | -------------------------- | ----------------------- | ----------------- | --------------- |
| 1  | Baby Sitter Magoo          |                         | 10 settembre 1977 |                 |
| 1  | Mr. Magoo's Concert        | Una strana orchestra    | 10 settembre 1977 |                 |
| 2  | Motorcycle Magoo           |                         | 17 settembre 1977 |                 |
| 2  | Who's Zoo, Magoo?          |                         | 17 settembre 1977 |                 |
| 3  | Lion Around Magoo          |                         | 24 settembre 1977 |                 |
| 3  | Unglued Magoo              |                         | 24 settembre 1977 |                 |
| 4  | Magoo's Monster Mansion    | Nella casa degli orrori | 1º ottobre 1977   |                 |
| 4  | Mountain Man Magoo         | Gita in montagna        | 1º ottobre 1977   |                 |
| 5  | Caveman Magoo              |                         | 8 ottobre 1977    |                 |
| 5  | Museum Magoo               |                         | 8 ottobre 1977    |                 |
| 6  | A Magoo Bagatelle          |                         | 15 ottobre 1977   |                 |
| 6  | Tut Tut Magoo              |                         | 15 ottobre 1977   |                 |
| 7  | Choo Choo Magoo            |                         | 22 ottobre 1977   |                 |
| 7  | For the Birds Magoo        |                         | 22 ottobre 1977   |                 |
| 8  | Good Neighbor Magoo        |                         | 29 ottobre 1977   |                 |
| 8  | Kidnap Caper Magoo         |                         | 29 ottobre 1977   |                 |
| 9  | Boo, Magoo!                |                         | 5 novembre 1977   |                 |
| 9  | Magoo's Yacht Party        |                         | 5 novembre 1977   |                 |
| 10 | Come Back, Little McBarker |                         | 12 novembre 1977  |                 |
| 10 | Magoo's Pizza              |                         | 12 novembre 1977  |                 |
| 11 | Gold Rush Magoo            |                         | 19 novembre 1977  |                 |
| 11 | Magoo's Fountain of Youth  |                         | 19 novembre 1977  |                 |
| 12 | Miniature Magoo            |                         | 26 novembre 1977  |                 |
| 12 | Roamin's Magoo             |                         | 26 novembre 1977  |                 |
| 13 | McBarker, the Wonder Dog   |                         | 3 dicembre 1977   |                 |
| 13 | Spaceman Magoo             | Il disco volante        | 3 dicembre 1977   |                 |
| 14 | Jungleman Magoo            |                         | 10 dicembre 1977  |                 |
| 14 | Millionaire Magoo          |                         | 10 dicembre 1977  |                 |
| 15 | Magoo's Driving Test       |                         | 17 dicembre 1977  |                 |
| 15 | Shutterbug Magoo           |                         | 17 dicembre 1977  |                 |
| 16 | Rip Van Magoo              |                         | 24 dicembre 1977  |                 |
| 16 | Secret Agent Magoo         |                         | 24 dicembre 1977  |                 |